# Artem Dudik
Artem Rostysławowycz Dudik, ukr. Артем Ростиславович Дудік (ur. 2 stycznia 1997, Ukraina) – ukraiński piłkarz, grający na pozycji napastnika.

## Kariera piłkarska

### Kariera klubowa
Wychowanek klubu Wołyń Łuck, barwy którego bronił w juniorskich mistrzostwach Ukrainy (DJuFL). 9 sierpnia 2013 rozpoczął karierę piłkarską w drużynie młodzieżowej Wołyni Łuck, a 6 marca 2016 debiutował w Premier-lidze. 18 sierpnia 2017 został piłkarzem Szachtara Donieck. 14 marca 2019 został wypożyczony do FK Słuck. 14 stycznia 2020 został wypożyczony do FK Mariupol.

### Kariera reprezentacyjna
Występował w młodzieżowej reprezentacji Ukrainy.